# Neosaurus
Neosaurus là một chi khủng long, được Gilmore vide Gilmore & Stewart mô tả khoa học năm 1945.